# Mestre Barbeiro
O Mestre Barbeiro foi um jornal brasileiro editado em Porto Alegre nas vésperas da Revolução Farroupilha.
Redigido por Antônio José da Silva Monteiro, o Prosódia, mesmo editor de O Pobre. Silva Monteiro era um ferrenho oposicionista dos farroupilhas, foi a primeira vítima da Revolução Farroupilha: faleceu em combate na Ponte da Azenha, ao estourar a Revolução, em 20 de setembro. Foi enterrado no centro da várzea (hoje Parque Farroupilha).
O periódico fazia oposição a O Recopilador Liberal e a O Echo Porto Alegrense, principalmente ao redator de ambos: Pedro Boticário, ao qual alcunhou de Vaca Braba. Também apelidou vários outros líderes oposicionistas: José Mariano de Matos de Marquesino, José de Paiva Magalhães Calvet de Pernilongo, Gabriel Bastos de Tineli e Silvano José de Araújo e Paula de Vilasno.
Iniciou sua circulação em 31 de janeiro de 1835 e se manteve somente até 19 de setembro, devido à morte de seu redator.
Era impresso em formato 11 x 16 cm na tipografia de Claude Dubreuil.